# Cranaë trivittata
Cranaë trivittata är en insektsart som beskrevs av Willemse, C. 1922. Cranaë trivittata ingår i släktet Cranaë och familjen gräshoppor. Inga underarter finns listade i Catalogue of Life.